# Breitenberg (Daumengruppe)
Der Breitenberg bei Hinterstein (Gemeinde Bad Hindelang, Landkreis Oberallgäu, Bayern) ist ein bis zu 1946 m ü. NHN hoher Kammabschnitt der Rotspitz in der Daumengruppe der Allgäuer Alpen.
In ihm stehen der 1946 m ü. NHN hohe Südgipfel, ein Nebengipfel der Rotspitz, und der 1893 m ü. NHN hohe Nordgipfel. Auf Letzterem steht das Gipfelkreuz und er ist auf Karten mit Breitenberg bezeichnet. Gegenüber dem Südgipfel weist er aber lediglich eine Schartenhöhe von 16 m auf.

## Lage
Der Breitenberg liegt gut sechs Kilometer südlich von Hindelang und 1½ Kilometer südwestlich von Hinterstein im Ostrachtal. Westlich verläuft das Retterschwangtal. Über Hinterstein erhebt sich seine Nordflanke in einer Höhe von 1000 Metern.

## Stützpunkt und Routen zur Besteigung
Stützpunkt für eine Besteigung ist Hinterstein. Von dort aus sind die beiden Gipfel in 3 Stunden auf Fußwegen durch Wald, Weidegelände und Felsen zu erreichen. Der Breitenberg kann auch mit der Begehung des südlich angrenzenden Gratabschnitts Hohe Gänge von der südlich gelegenen Heubatspitze (2008 m ü. NHN) über den Hindelanger Klettersteig bestiegen werden.

## Bergrutsch
Am 6. Mai 1966 brachen auf einer Länge von 400 m am Osthang des Breitenbergs Teile des Berghangs ab und stürzten ins Ostrachtal.